# كأس السوبر الأندوري 2015
بطولة كأس السوبر الأندوري 2015 هي النسخة الثالثة عشر من بطولة كأس السوبر الأندوري ، لعب يوم 20 سبتمبر 2015 في استاد كومونال ، بين فريق سانتا كولوما الفائز بالدوري وفريق سانت الفائز بكأس أندورا. وقد انتهت المباراة بفوز سانتا كولوما بالمباراة بنتيجة 5–4 بركلات الترجيح بعد انتهاء الوقتين الأصلي والإضافي بالتعادل الإيجابي بين الفريقين بهدف لكل منهما، ليحصد لقبه الخامس في تاريخ البطولة.

## التفاصيل
| سانتا كولوما              | 1–1 (ب.و.إ.) | سانت                |
| ------------------------- | ------------ | ------------------- |
| خايمي 18' (بالقدم اليمنى) |              | رودريغيز 28' (ه.ذ.) |